# Tephrochlamys cartereaui
Tephrochlamys cartereaui är en tvåvingeart som först beskrevs av Jacques-Marie-Frangile Bigot 1881.  Tephrochlamys cartereaui ingår i släktet Tephrochlamys och familjen myllflugor.
Artens utbredningsområde är Frankrike. Inga underarter finns listade i Catalogue of Life.